# 주효진
주효진은 대한민국의 텔레비전 드라마 작가이다. 

## 드라마
- 2023년 ENA 수목 미니시리즈 《딜리버리 맨!》 ... 공동집필